# High Crimes - Crimini di stato
High Crimes - Crimini di stato (High Crimes) è un film thriller del 2002 diretto da Carl Franklin con protagonisti Ashley Judd e Morgan Freeman.

## Trama
L'avvocato Claire Kubik e suo marito Tom scoprono la loro vita idilliaca in frantumi nella Marin County, in California, quando, nel corso di una passeggiata a Natale durante lo shopping al San Francisco's Union Square, Tom viene catturato dal FBI con l'accusa di omicidio di nove civili disarmati in un villaggio di El Salvador del 1988. Claire scopre che il vero nome di Tom è Ronald Chapman ed è scioccata nello scoprire che era un agente militare segreto in servizio nei Marines ed è stato in fuga negli ultimi dodici anni. Tom ammette di essere stato presente sulla scena degli omicidi di massa, ma nega fermamente qualsiasi coinvolgimento negli omicidi. Insiste di essere stato un capro espiatorio per proteggere il vero colpevole, il maggiore James Hernandez, che è diventato l'aiutante del generale di brigata Bill Marks.
Il primo tenente Terence Embry è incaricato di difendere Tom, ma la sua giovinezza e la mancanza di esperienza spingono Claire a decidere di assistere professionalmente nella difesa del marito. Quando si rende conto di aver bisogno dell'aiuto di qualcuno che abbia familiarità con il funzionamento di un tribunale militare, assume Charlie Grimes, un ex procuratore militare amareggiato che nutre rancore nei confronti dei vertici militari, per assisterla. Tre dei cinque testimoni chiave, che in precedenza avevano testimoniato che Tom era colpevole, sono morti in circostanze apparentemente misteriose, sollevando i sospetti di Claire e Charlie. Mentre il processo procede, scoprono un enorme insabbiamento perpetrato da uno dei più alti funzionari dell'esercito. A creare problemi sono anche l'improvvisa apparizione di un residente del villaggio in cui è avvenuto l'omicidio di massa, che insiste che Tom fosse responsabile e il coinvolgimento romantico di Embry con l'irresponsabile sorella di Claire, Jackie; Embry sta bevendo in un bar con il pubblico ministero, il che porta Claire a presumere che abbia fatto trapelare dettagli sui segreti che ha scoperto all'accusa; e Charlie sta cadendo dal carro dopo più di un anno di sobrietà.
Il testimone salvadoregno identifica un Hernandez ferito come il colpevole di un attentato prima del massacro. Claire recupera le cartelle cliniche classificate dall'FBI come prova dell'insabbiamento. Claire ricatta Marks minacciando di rivelare ciò che sa sull'insabbiamento e gli chiede di far chiudere il caso; il giorno successivo, il Dipartimento della Difesa degli Stati Uniti fa archiviare il caso per "motivi di sicurezza". Proprio mentre Claire sta per celebrare la sua vittoria in tribunale, Charlie scopre la verità: Tom aveva ucciso uno dei testimoni davanti alla sua famiglia. La vedova che ha assistito all'atto ha descritto che Tom ha lanciato la sua pistola da una mano all'altra (un'abitudine che Tom ha mostrato con le chiavi e altri oggetti) e che ha sparato con la pistola prima con una mano, poi con l'altra (rivelando la sua ambidestrezza). La corrispondenza tra queste descrizioni indicava anche che Tom ha commesso il massacro e ha anche ucciso due degli altri testimoni chiave anni prima del suo arresto. Dopo che Tom sente Claire parlare con Charlie al telefono, segue una breve rissa tra Claire e Tom, durante la quale Claire teme per la sua vita. Il testimone salvadoregno spara a Tom attraverso la finestra e il film si conclude con Charlie e Claire che collaborano con un nuovo studio legale.

## Produzione
Il film, tratto dal romanzo Reati capitali di Joseph Finder.

## Distribuzione
È stato distribuito in Italia il 9 maggio 2003.

### Edizione italiana
L'edizione italiana del film è stata a cura della Sefit-CDC; i dialoghi italiani e la direzione del doppiaggio sono stati effettuati da Roberto Chevalier, assistito da Silvia Menozzi.